# 梅洛迪·达乌
梅洛迪·达乌（法語：Mélodie Daoust，1992年1月7日—），加拿大女子冰球运动员。她曾代表加拿大国家队参加2014年、2018年和2022年冬季奥林匹克运动会冰球比赛，获得二枚金牌和一枚银牌。